# Lisposoma joseehermana
Espèce
Lisposoma joseehermana est une espèce de scorpions de la famille des Bothriuridae.

## Distribution
Cette espèce est endémique de Namibie.

## Étymologie
Cette espèce est nommée en l'honneur de Marie-Josée et Herman Lamoral, les parents de Bruno H. Lamoral.

## Publication originale
- Lamoral, 1979 : The scorpions of Namibia (Arachnida: Scorpionida). Annals of the Natal Museum, vol. 23, no 3, p. 497-784.